# سربازهای آمریکایی
سربازهای آمریکایی (به انگلیسی: American Soldiers) یک فیلم سینمایی جنگی کانادایی به کارگردانی سیدنی جی. فیوری محصول سال ۲۰۰۵ است.

## داستان
عراق، سال ۲۰۰۴: هنگام یک پرواز، یک گشت آمریکایی در کمین قرار می‌گیرد و سربازان جوان مجبور می‌شوند آموزش‌ها و مهارت‌های خود را به سرعت عملی کنند. شورشیان محلی که با دانش محلی برتر هستند، به زودی آنها را به یک نبرد نزدیک و یک مبارزه ناامیدانه برای بقا می‌کشانند.